# The Hundred 2022
Die The Hundred 2022 war die zweite Ausgabe des Cricketwettbewerbs The Hundred für Franchises in England und Wales im 100-Ball Cricket. Der Frauen- und Männer-Wettbewerb wurden dabei zusammen ausgetragen. Bei den Frauen setzten sich die Oval Invincibles mit 5 Wickets gegen die Southern Brave durch. Bei den Männern gewannen die Trent Rockets mit 2 Wickets gegen die Manchester Originals.

## Vorgeschichte
Der Frauen-Wettbewerb wurde um zwei Spieltage gekürzt, da in dem Sommer die Commonwealth Games 2022 ausgetragen wurden und daher nicht alle Spielerinnen für die ganze Saison zur Verfügung standen. Der Verband erhöhte zudem die Gehälter im Frauen-Wettbewerb im Vergleich zur Vorsaison.

## Teilnehmer
An der The Hundred 2021 nahmen acht Franchises teil:
| Team                   | Stadt       | Stadion                     |
| ---------------------- | ----------- | --------------------------- |
| Birmingham Phoenix     | Birmingham  | Edgbaston Cricket Ground    |
| London Spirit          | London      | Lord’s Cricket Ground       |
| Manchester Originals   | Manchester  | Old Trafford Cricket Ground |
| Northern Superchargers | Leeds       | Headingley Cricket Ground   |
| Oval Invincibles       | London      | The Oval                    |
| Southern Brave         | Southampton | Rose Bowl                   |
| Trent Rockets          | Nottingham  | Trent Bridge                |
| Welsh Fire             | Cardiff     | Sophia Gardens              |

## Ergebnisse

### Frauen

#### Ligaphase
Tabelle
| Teams                  | Sp. | S | N | NR | P  | NRR    |
| ---------------------- | --- | - | - | -- | -- | ------ |
| Oval Invincibles       | 6   | 5 | 1 | 0  | 10 | +1.098 |
| Southern Brave         | 6   | 5 | 1 | 0  | 10 | +0.806 |
| Trent Rockets          | 6   | 3 | 3 | 0  | 6  | +0.101 |
| Birmingham Phoenix     | 6   | 3 | 3 | 0  | 6  | –0.031 |
| Northern Superchargers | 6   | 3 | 3 | 0  | 6  | –0.119 |
| Manchester Originals   | 6   | 2 | 4 | 0  | 4  | –0.478 |
| London Spirit          | 6   | 2 | 4 | 0  | 4  | –0.557 |
| Welsh Fire             | 6   | 1 | 5 | 0  | 2  | –0.681 |

#### Playoffs
Eliminator
| 2. September Scorecard | Southampton | Southern Brave 134-6 (100 Bälle)  | – | Trent Rockets 132-7 (100 Bälle) |
|                        |             | Southern Brave gewinnt mit 2 Runs |   |                                 |

 Finale
| 3. September Scorecard | London (Lord’s) | Southern Brave 101-7 (100 Bälle)       | – | Oval Invincibles 105-5 (94 Bälle) |
|                        |                 | Oval Invincibles gewinnt mit 5 Wickets |   |                                   |

### Männer

#### Ligaphase
Tabelle
| Teams                  | Sp. | S | N | NR | P  | NRR    |
| ---------------------- | --- | - | - | -- | -- | ------ |
| Trent Rockets          | 8   | 6 | 2 | 0  | 12 | +0.035 |
| Manchester Originals   | 8   | 5 | 3 | 0  | 10 | +0.908 |
| London Spirit          | 8   | 5 | 3 | 0  | 10 | +0.338 |
| Birmingham Phoenix     | 8   | 5 | 3 | 0  | 10 | –0.172 |
| Oval Invincibles       | 8   | 4 | 4 | 0  | 8  | +0.123 |
| Northern Superchargers | 8   | 4 | 4 | 0  | 8  | +0.510 |
| Southern Brave         | 8   | 3 | 5 | 0  | 6  | +0.034 |
| Welsh Fire             | 8   | 0 | 8 | 0  | 0  | –0.827 |

#### Playoffs
Eliminator
| 2. September Scorecard | Southampton | London Spirit 150-7 (91 Bälle)             | – | Manchester Originals 151-5 (89 Bälle) |
|                        |             | Manchester Originals gewinnt mit 5 Wickets |   |                                       |

 Finale
| 21. August Scorecard | London (Lord’s) | Manchester Originals 120-9 (100 Bälle) | – | Trent Rockets 121-8 (98 Bälle) |
|                      |                 | Trent Rockets gewinnt mit 2 Wickets    |   |                                |

## Statistiken
Die folgenden Cricketstatistiken wurden bei diesem Turnier erzielt.

### Frauen
| 100-Ball-Cricket       | 100-Ball-Cricket       | 100-Ball-Cricket | 100-Ball-Cricket | 100-Ball-Cricket | 100-Ball-Cricket | 100-Ball-Cricket | 100-Ball-Cricket | 100-Ball-Cricket |
| Batting                | Batting                | Batting          | Batting          | Batting          | Batting          | Batting          | Batting          | Batting          |
| Spieler                | Mannschaft             | Spiele           | Innings          | Runs             | Average          | HS               | 100s             | 50s              |
| ---------------------- | ---------------------- | ---------------- | ---------------- | ---------------- | ---------------- | ---------------- | ---------------- | ---------------- |
| Laura Wolvaardt        | Northern Superchargers | 6                | 6                | 286              | 71,50            | 67*              | 0                | 2                |
| Suzie Bates            | Oval Invincibles       | 7                | 7                | 232              | 38,66            | 92*              | 0                | 1                |
| Natalie Sciver-Brunt   | Trent Rockets          | 6                | 6                | 228              | 76,00            | 58*              | 0                | 2                |
| Lauren Winfield-Hill   | Oval Invincibles       | 7                | 7                | 219              | 54,75            | 64               | 0                | 1                |
| Smriti Mandhana        | Southern Brave         | 8                | 8                | 211              | 30,14            | 71*              | 0                | 1                |
| Bowling                |                        |                  |                  |                  |                  |                  |                  |                  |
| Spieler                | Mannschaft             | Spiele           | Overs            | Wickets          | Average          | BBI              | 5W               | 10W              |
| Amanda-Jade Wellington | Southern Brave         | 8                | 32.0             | 17               | 11,82            | 3/17             | 0                | 0                |
| Lauren Bell            | Southern Brave         | 8                | 31.0             | 11               | 16,00            | 4/10             | 0                | 0                |
| Emily Arlott           | Birmingham Phoenix     | 6                | 21.2             | 9                | 11,11            | 3/19             | 0                | 0                |
| Bryony Smith           | Trent Rockets          | 7                | 22.0             | 9                | 13,88            | 3/21             | 0                | 0                |
| Amelia Kerr            | London Spirit          | 6                | 20.4             | 9                | 14,88            | 2/14             | 0                | 0                |
| Georgia Adams          | Southern Brave         | 8                | 29.0             | 9                | 17,22            | 2/13             | 0                | 0                |

### Männer
| 100-Ball-Cricket | 100-Ball-Cricket       | 100-Ball-Cricket | 100-Ball-Cricket | 100-Ball-Cricket | 100-Ball-Cricket | 100-Ball-Cricket | 100-Ball-Cricket | 100-Ball-Cricket |
| Batting          | Batting                | Batting          | Batting          | Batting          | Batting          | Batting          | Batting          | Batting          |
| Spieler          | Mannschaft             | Spiele           | Innings          | Runs             | Average          | HS               | 100s             | 50s              |
| ---------------- | ---------------------- | ---------------- | ---------------- | ---------------- | ---------------- | ---------------- | ---------------- | ---------------- |
| Dawid Malan      | Trent Rockets          | 9                | 9                | 377              | 53,85            | 98*              | 0                | 4                |
| Phil Salt        | Manchester Originals   | 10               | 10               | 353              | 39,22            | 70*              | 0                | 3                |
| Adam Lyth        | Northern Superchargers | 8                | 8                | 299              | 37,37            | 79               | 0                | 3                |
| Will Jacks       | Oval Invincibles       | 7                | 7                | 261              | 43,50            | 108*             | 1                | 2                |
| Alex Hales       | Trent Rockets          | 9                | 9                | 259              | 28,77            | 59               | 0                | 2                |
| Bowling          |                        |                  |                  |                  |                  |                  |                  |                  |
| Spieler          | Mannschaft             | Spiele           | Overs            | Wickets          | Average          | BBI              | 5W               | 10W              |
| Paul Walter      | Manchester Originals   | 10               | 27.0             | 14               | 11,42            | 3/20             | 0                | 0                |
| Tom Helm         | Birmingham Phoenix     | 8                | 28.2             | 14               | 14,07            | 4/17             | 0                | 0                |
| Jordan Thompson  | London Spirit          | 9                | 33.1             | 14               | 18,07            | 4/21             | 0                | 0                |
| Josh Little      | Manchester Originals   | 5                | 16.4             | 13               | 8,00             | 5/13             | 1                | 0                |
| Kane Richardson  | Birmingham Phoenix     | 7                | 26.0             | 13               | 13,15            | 3/19             | 0                | 0                |
| Samit Patel      | Trent Rockets          | 9                | 28.0             | 13               | 14,38            | 14,38            | 0                | 0                |